# Port Loyola
Port Loyola – jednomandatowy okręg wyborczy w wyborach do Izby Reprezentantów, niższej izby parlamentu Belize. Obecnym reprezentantem tego okręgu jest polityk Zjednoczonej Partii Demokratycznej Anthony Martinez.
Okręg Port Loyola znajduje się dystrykcie Belize i obejmuje południowe przedmieścia Belize City.
Utworzony został w roku: 1984, jako jeden z dziesięciu nowych okręgów wyborczych powstałych na potrzeby pierwszych wyborów w niepodległym Belize.

## Posłowie
| Rok   | Poseł                     |  | Partia |
| ----- | ------------------------- |  | ------ |
| 1984  | Henry Young               |  | UDP    |
| 1989  | Henry Young               |  | UDP    |
| 1993  | Henry Young               |  | UDP    |
| 1998  | Dolores Balderamos-Garcia |  | PUP    |
| 2003  | Anthony Martinez          |  | UDP    |
| 2008. | Anthony Martinez          |  | UDP    |
| 2012  | Anthony Martinez          |  | UDP    |